# Iveco Turbocity
L'IVECO TurboCity è un modello di autobus italiano prodotto dalla Iveco tra il 1989 e il 1996 nello stabilimento di Valle Ufita, in provincia di Avellino.

## Contesto e Tecnica
Il TurboCity nasce come successore dell'Iveco Effeuno rispetto al quale è esteticamente molto simile. La grande differenza tra i due risiede nella meccanica: mentre l'Effeuno è provvisto di un motore FIAT-UNIC 8220.12 montato in posizione orizzontale posteriore, sul nuovo TurboCity viene installato il motore FIAT 8460.21, erogante 210 cavalli (260 nella versione interurbana e snodata) nell'inedita posizione trasversale posteriore: una peculiarità che tuttora caratterizza la maggior parte degli autobus in commercio.
Oltre che dalla stessa IVECO il telaio del TurboCity è stato carrozzato da vari costruttori italiani tra cui Mauri, Seac-Viberti, Portesi e De Simon principalmente per quanto riguarda le versioni urbana e suburbana.

## Versioni
Per adattarsi alle molteplici esigenze dei singoli utilizzatori, il TurboCity è stato prodotto in svariate versioni, allestimenti e lunghezze. Vediamo le principali caratteristiche di ogni allestimento:

### Iveco 480
- Allestimento: Urbano
- Lunghezza: 9 m[1], 10,5 m, 12 m, 17,8 m[1]
- Porte: 3, 4 a libro o rototraslanti (solo su alcuni 480.12)
- Produzione: dal 1989 al 1993

### Iveco 580
- Allestimento: Suburbano
- Lunghezza: 10,5 m, 12 m
- Porte: 2, 3 a libro o rototraslanti (solo su alcuni 580.12)

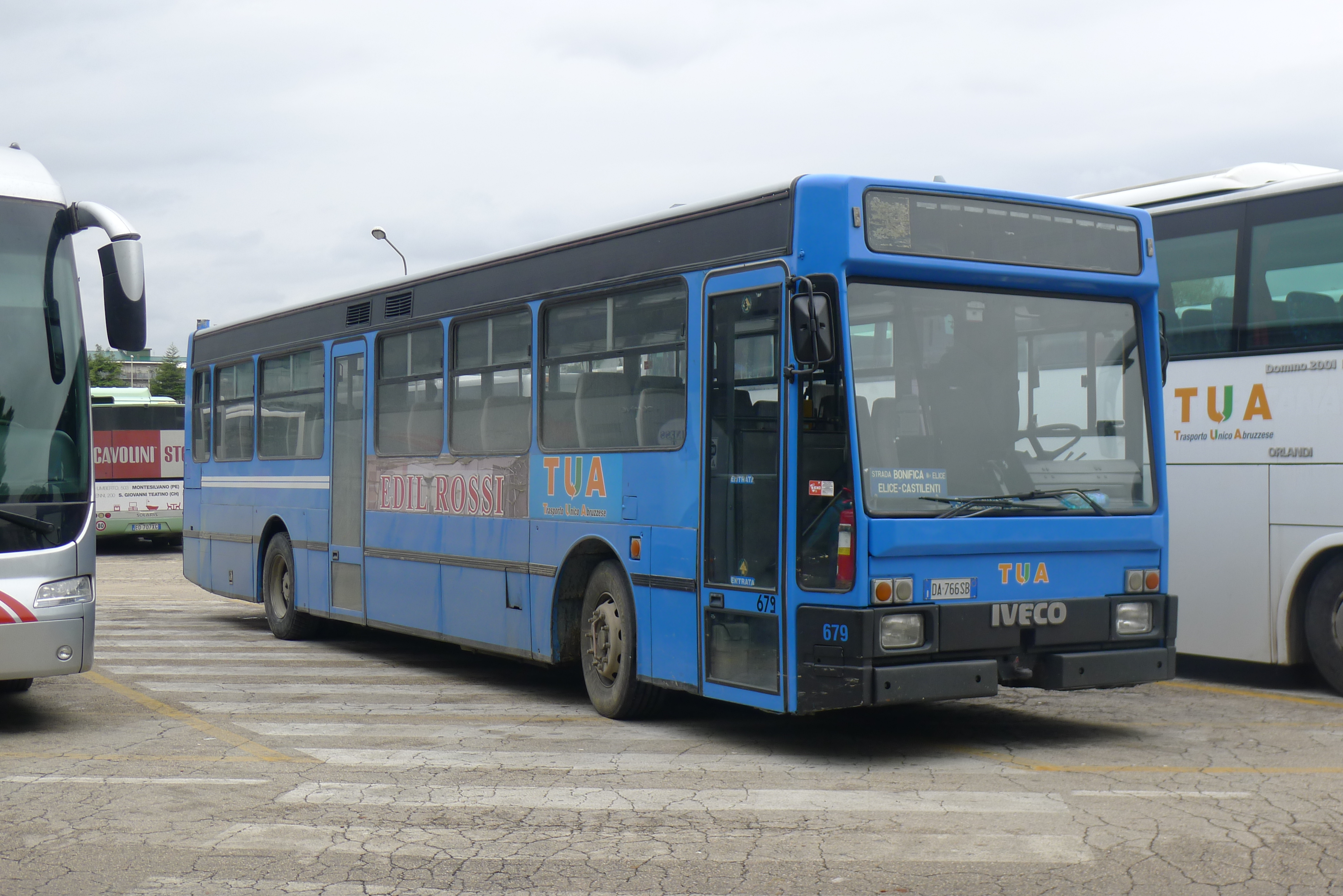
IVECO 680.12.26

- Produzione: dal 1990 al 1993

### Iveco 680
- Allestimento: Interurbano
- Lunghezza: 12 m
- Porte: 2 ad espulsione[2]
- Produzione: dal 1990 al 1996

### Socimi 8843

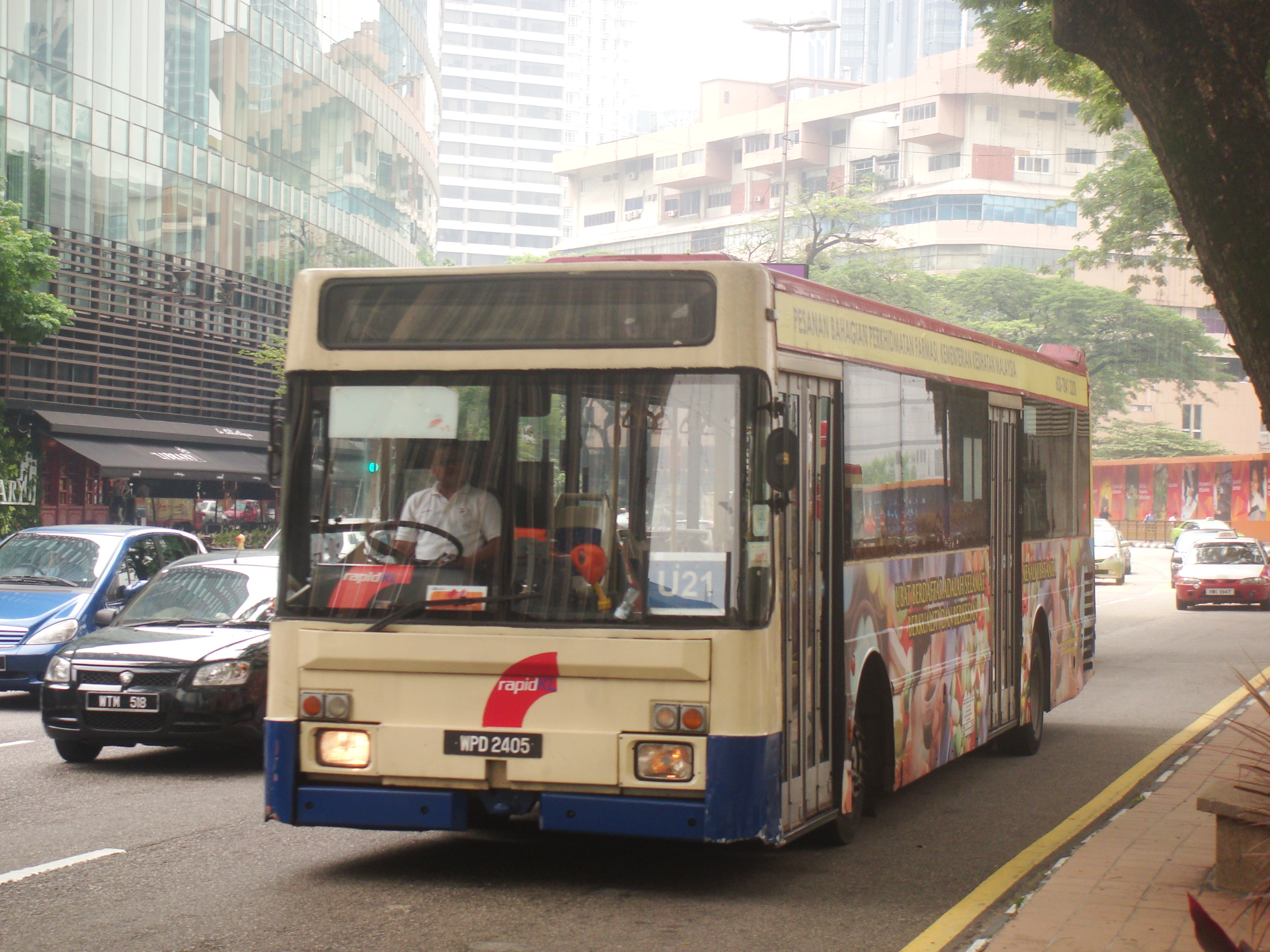
Un IVECO TurboCity usato a Kuala Lumpur in Malesia

Attenzione particolare va dedicata all'Iveco 2480.18, prodotto dalla carrozzeria milanese Socimi appositamente per l'ATM di Milano in 33 esemplari (serie 100–132). Queste macchine hanno svolto servizio sulla rete filoviaria milanese fino a Giugno 2024.
- Allestimento: Urbano
- Lunghezza: 17,8 m
- Porte: 4 rototraslanti a pistone
- Produzione: dal 1990 al 1994

## Diffusione
Il Turbocity è stato prodotto in moltissimi esemplari e ha circolato nelle varie versioni nella maggior parte delle città italiane.
Grandi quantitativi di questo modello hanno circolato presso ATM (poi GTT) Torino, ATM Milano, ATAN (poi ANM) Napoli, ATAC Roma, Brescia Trasporti, Trieste Trasporti, TUA Abruzzo. Tuttavia, nella maggior parte dei casi è stato ormai soppiantato da modelli più recenti a causa della notevole anzianità. Quindici esemplari posseduti dal CTM di Cagliari sono stati donati nel 2011 alla Repubblica del Benin per collegare le città di Abomey-Calavi e Cotonou.
Alcuni TurboCity (in allestimento 580.12.21 sono stati inoltre realizzati con guida a destra e consegnati alla RapidKL di Kuala Lumpur, in Malesia. 
Il Turbocity è stato sostituito dal Turbocity R che ne riprende le caratteristiche essenziali essendo però dotato di un nuovo motore e di pianale ribassato.
In Italia sono state preservate circa una ventina di macchine di tipo IVECO TurboCity. Esse variano tra 480 e 490. La loro preservazione è effettuata a scopo storico-rievocativo.